# Banca IMI
Banca IMI era un istituto bancario d'investimento del gruppo Intesa Sanpaolo, attivo dal 2007. L'istituto è stato incorporata il 20 luglio 2020 nella divisione IMI - Corporate and Investment Banking della capogruppo.

## Storia
La società nasce nell'ottobre del 2007 a seguito della fusione tra Banca Caboto e Banca IMI, i rami d'azienda dedicati agli investimenti degli istituti Banca Intesa e Sanpaolo IMI, che si erano uniti all'inizio dello stesso anno.
Il  Consiglio di Amministrazione di Intesa Sanpaolo S.p.A. del 5 maggio 2020 e l’assemblea straordinaria di Banca IMI S.p.A. del 6 maggio 2020 hanno approvato la fusione per incorporazione di Banca IMI S.p.A. in Intesa Sanpaolo S.p.A. Le attivita’ a suo tempo svolte da Banca Imi proseguono in Intesa Sanpaolo S.p.A. nella Divisione “Corporate e Investment Banking”, ora ridenominata “IMI Corporate e Investment Banking”.

## Attività
Appartenente alla Divisione Corporate e Investment Banking del Gruppo Intesa Sanpaolo, Banca IMI si occupava di finanza strutturata, Capital Markets, intermediazione e collocamenti azionari ed obbligazionari, consulenze per gestione del rischio, fusioni e acquisizioni, corporate broking, attività di analisi e previsioni, oltre ad altri servizi di Investment Banking.

## Filiali e controllate
Oltre ad una filiale a Roma, Banca IMI è presente a Londra attraverso la società Banca IMI London Branch e a New York, dove risiedono il broker/dealer Banca IMI Securities Corporation e la sua controllante IMI Capital Markets USA Corporation. Quest'ultima opera come sussidiaria di IMI Investments S.A., finanziaria di partecipazione con sede in Lussemburgo, dove controlla anche IMI Finance Luxembourg S.A.